# Catharosia pygmaea
Catharosia pygmaea är en tvåvingeart som först beskrevs av Fallen 1815.  Catharosia pygmaea ingår i släktet Catharosia och familjen parasitflugor. Arten är reproducerande i Sverige. Inga underarter finns listade i Catalogue of Life.